# 坪郷佳英子
坪郷 佳英子（つぼごう かえこ、1952年8月25日 - ）は、日本のフリーアナウンサー。

## 人物
1952年（昭和27年）、山口県防府市に生まれる。東京都立八潮高等学校、明治学院大学社会学部社会学科を卒業した1975年（昭和50年）、アナウンサーとして福島テレビ（福島市）へ入社した。1977年9月に同社を退社し、以来フリーアナウンサーとして活動する。
NHKラジオ第一『早起き鳥』のキャスターを8年間務めたほか、1981年（昭和56年）からはテレビのクイズ番組『桂三枝の連続クイズ』にクイズ出題の声で出演した。また、『歌の日曜散歩』の進行役を1987年（昭和62年）の番組開始時から2013年（平成25年）3月まで26年間務め、番組の企画による地方からの公開放送もおこなった。NHKでは、FM放送のクラシック音楽番組を担当することもある。
アナウンサーとしての活動以外では、財団法人「育てる会」評議員を2010年6月まで務めたほか、映像専門学校の講師、2002年（平成14年）頃からは食品・水関連商品の開発事業にも係わっている。また、原宿住宅団地管理組合（東京・原宿）の理事長として、2010年に工事が開始された同団地の再開発事業を推進した。

## 過去の出演番組
- 文芸選評
- 歌の日曜散歩
- 夏休み子ども科学電話相談（司会進行・一週ずつ交代制。2010年度は8月2日 - 6日の第3週を担当）